# Ангарськ

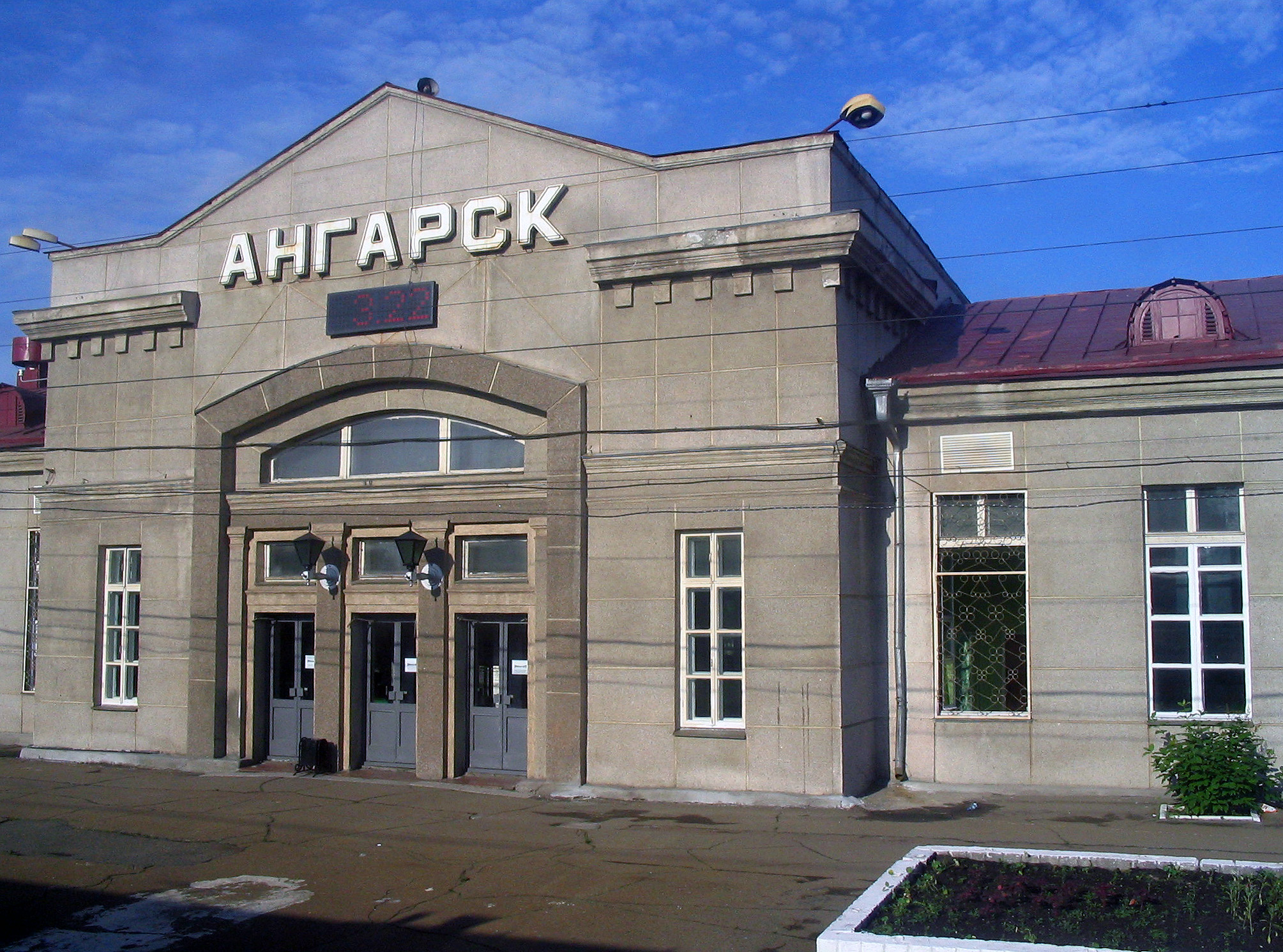
Вокзал міста Ангарськ

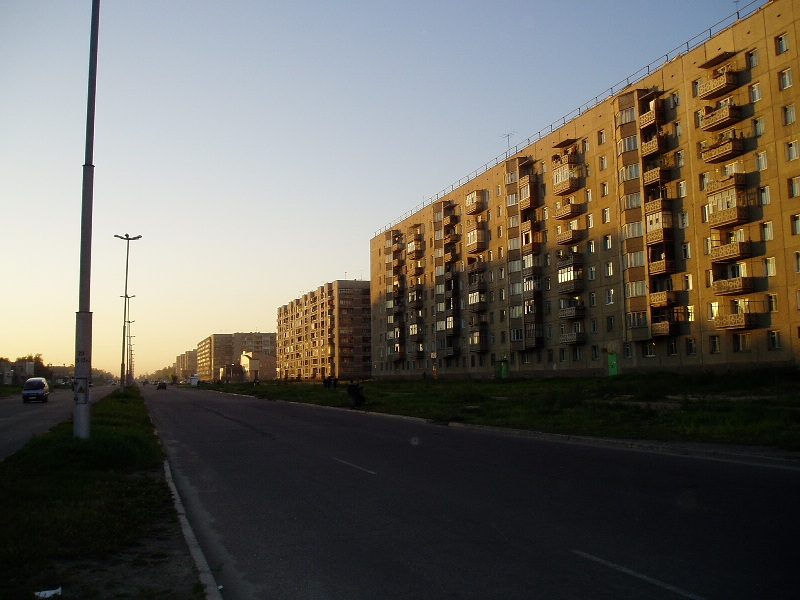
Ангарський проспект

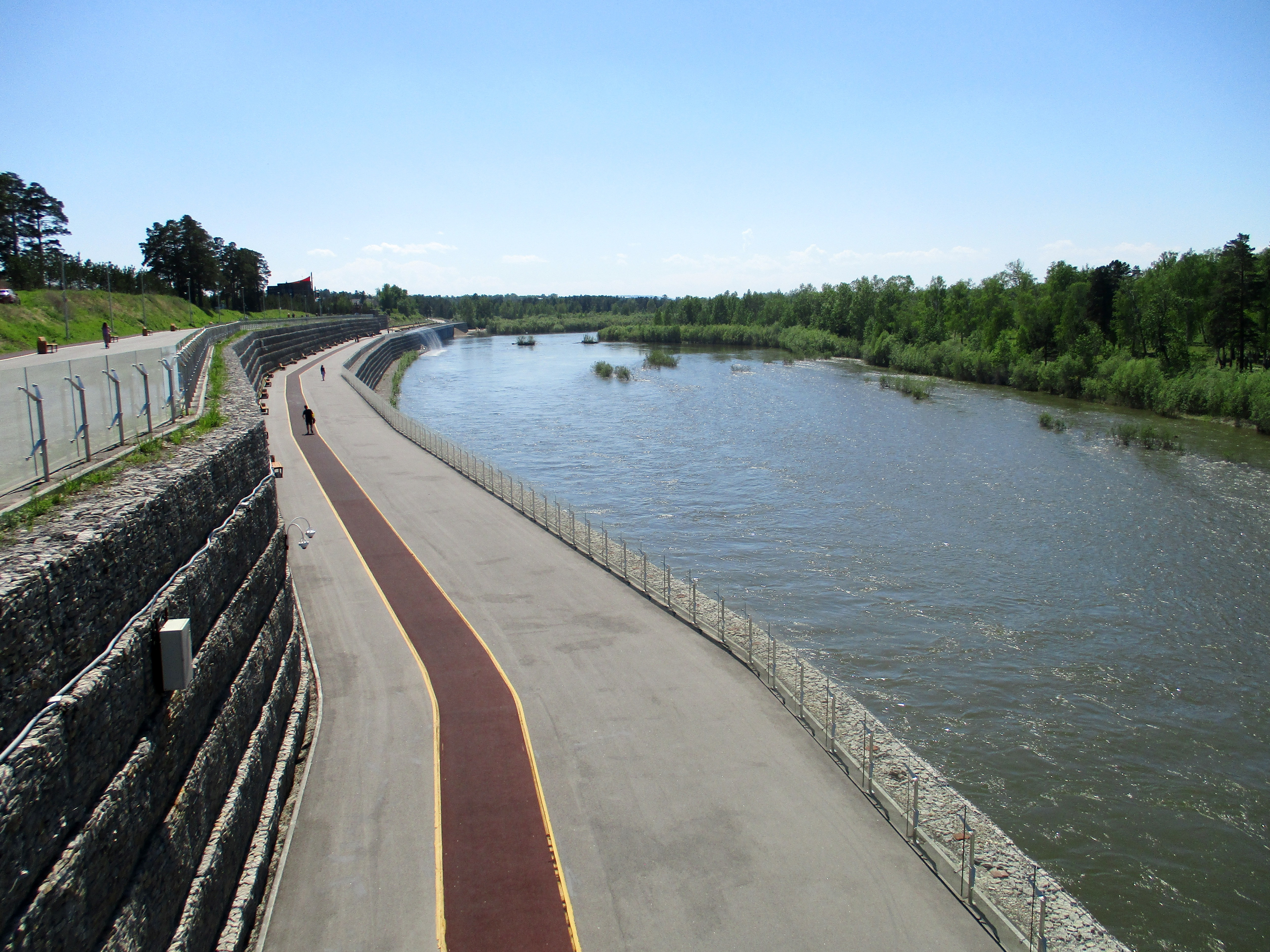
Набережна

Анга́рськ — місто в Іркутській області Росії, засноване в 1951 році, центр Ангарського Муніципального Утворення.
- Населення близько 240 тисяч осіб
- Основні підприємства — Ангарська нафтохімічна компанія, Ангарський електролізно-хімічний комбінат.

До першої — одного з найбільших нафтопереробних підприємств Сибіру — підведено нафтогін Туймази — Ангарськ. Основна продукція — бензин, дизельне пальне, нафтопродукти, пластики, фторид урану. Пряме автомобільне сполучення з містами Іркутськ та Усольє-Сибірське.
За час існування Ангарськ став відомий своєю найбільшою в Азії промисловою зоною, котра протягнулася вздовж річки Ангара на 30 кілометрів. Основою нафтохімічної промисловості стало обладнання для вигону синтетичних бензинів з кам'яного вугілля, вивезене з Німеччини в рамках репарацій після перемоги СРСР у Другій світовій війні.
В роки «перебудови» стали загальносоюзновідомими майстри-шапочники, котрі займались масовим виготовленням та продажем шапок із шкурок бабака та норки. Розглядався навіть проєкт встановлення пам'ятника монгольському бабаку-тарбагану біля ресторану «Баргузін» (зараз — торговельний центр), але цей проєкт так і не було втілено. Основними місцями відпочинку ангарчан є водосховище на річці Єловка та річка Кітой («Вовча річка» на мові місцевих жителів).
Ангарська нафтохімічна компанія - це один із найбільших нафтопереробних заводів Росії, 27 листопада на заводі виникла пожежа.

## Історія
Влітку 1945 року на стрілці Китой-Ангара визначено місце під будівництво комбінату з виробництва штучного рідкого палива, обладнання для якого було завезено за репараціями з Німеччини. За планом тут мало бути побудоване робоче селище.
У жовтні 1945 року на місце прибули перші п'ятнадцять будівельників. Почалося будівництво перших землянок у районі, де зараз розташований 18-й квартал.
Навесні 1946 року було розпочато будівництво селища Майська.
У квітні 1948 року в районі 1-го кварталу розпочато будівництво першого кам'яного будинку, так було закладено Соцмісто. По Набережній і Московській вулицях (між кварталами 1, 26 і 38) був закладений сквер Комсомольців (нині в цьому місці розташований пам'ятник декабристам).
Влітку 1948 року будівництво міста і комбінату було передано Головпромбуду МВС СРСР. Навколо промислової зони, уздовж Транссибірської залізниці, від селища Китой до станції Суховської, почалося будівництво бараків і юрт. Так з'явилися 2-й, 7-й, 8-й, 13-й райони і селище Південне.
У 1949 році почалося масове будівництво двоповерхового кам'яного житла. Були побудовані 26, 27, 35, 36, 37, 38 та інші квартали. До початку 1950 року в експлуатацію було здано понад 100 тис. м² житла, три школи, дитячий садок, магазини та їдальні.
30 травня 1951 року Ангарську присвоєно статус міста. До цього моменту було побудовано близько 700 000 м² житла, половина з якого в капітальному виконанні.
У 1959 році, за даними Всесоюзного перепису, населення Ангарська досягло 134 тис. осіб.
18 січня 1971 року Указом Президії Верховної Ради СРСР: "За успіхи, досягнуті трудящими міста у виконанні завдань п'ятирічного плану з розвитку промислового виробництва, нагородити місто Ангарськ Іркутської області орденом Трудового Червоного Прапора". Ангарськ став 25-м містом в СРСР, відзначеним такою нагородою.
У 1993 році було створено Ангарський район. Територія загальною площею 71 973 га була виділена Ангарську з Іркутського та Усольського районів. Через чотири роки територія в межах району з містом стала Ангарським муніципальним утворенням (АМО).

## Міста-побратими
- Митищі, Росія
- Цзіньчжоу, КНР
- Комацу, Японія

## Постаті
- Живкович Владислав Хайдарович (1975—2015) — старший прапорщик Збройних сил України, учасник російсько-української війни.
- Лагно Марина Веніамінівна (* 1957) — українська російськомовна поетеса.
- Моісеєнко Володимир Миколайович (1974—2014) — український військовик, сержант 1 танкової бригади, учасник російсько-української війни.